# مراقبت پیشگیرانه پزشکی

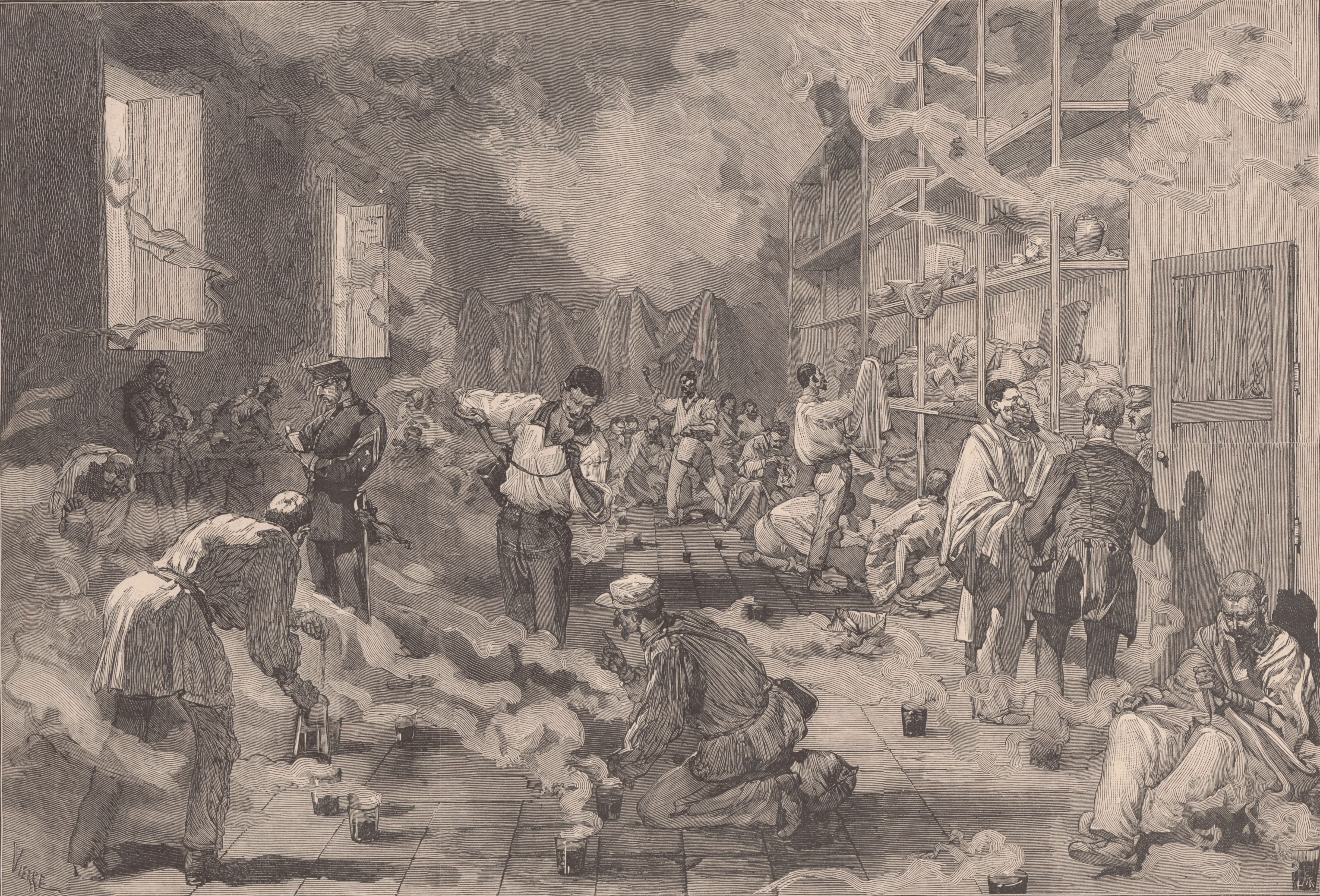
دهستان لگانس، در نزدیکی مادرید.اقدامات احتیاطی در برابر تب زرد بخورهایی که در معرض ارتش بازگشت از کوبا قرار می گیرد.

مراقبت پیشگیرانه پزشکی (به انگلیسی: Preventive healthcare) به معنی آموزش نکات بهداشتی، درمانی و اطلاع‌رسانی در مورد بیماری‌ها به مردم به منظور جلوگیری از بروز بیماری‌ها (سطح اول)، کاهش پیامدهای شدیدتر بیماری (سطح دوم) و جلوگیری از بروز نقص عضو حاصله یا آسیب‌های روانی حاصل از این پیامدها (سطح سوم) می‌باشد. به عبارتی بهتر، روشن‌تر و دقیق تر می‌توان اینگونه بیان کرد که پیشگیری دارای سه سطح اصلی (پیشگیری اولیه، ثانویه و ثالثیه) و یک سطح جانبی (ییشگیری مقدماتی یا نخستین) است. این سطوح پیشگیری تنها جهت جلوگیری از ابتلا بیماری‌های واگیردار یا بیماری‌های مزمن کاربرد ندارند بلکه مربوط به تمامی موارد مربوط به سلامت مردم (طبق تعریف WHO (سازمان بهداشت جهانی) از این واژه) از جمله مسائل اجتماعی، روانی و … می‌باشد که ابتلا به بیماری‌ها یکی از این موارد است. پیشگیری پزشکی علاوه بر پزشکی در مطالعات و علم اپیدمیولوژی کاربرد فراوان دارد.
در پیشگیری اولیه تلاش بر آن است که از ابتلا به یک بیماری در یک جامعهٔ مشخص جلوگیری شود که مهم‌ترین کار در رسیدن به این هدف آموزش بهداشت است. پیشگیری دارویی و واکسیناسیون نیز در این سطح از پیشگیری قرار دارد.
در پیشگیری دومین یا ثانویه زمانی که فرد به بیماری مبتلا شده و پیشگیری اولیه پاسخ نداده‌است یا انجام نشده‌است انجام می‌شود و تلاش بر آن است تا از شدت یافتن یک بیماری، اپیدمی شدن آن، یا به جای گذاشتن اثری بر روی بیمار جلوگیری شود. در واقع درمان اولیه (درمان دارویی که سطح دوم پیشگیری دارویی محسوب می‌شود) جهت جلوگیری از بروز یا شدت یافتن عفونت حاصل از یک بیماری با عامل عفونی است.
در پیشگیری سومین یا ثالثیه زمانی که دو سطح پیشگیری قبلی مؤثر نبوده یا به‌طور صحیح و مؤثری انجام نشده‌است انجام می‌شود و تلاش بر آن است تا از عوارض یا بازماندن آثار غیرقابل جبران بر فرد می‌باشد که توانبخشی‌ها در این دسته از سطوح پیشگیری قرار می‌گیرد.
در پیشگیری مقدماتی یا نخستین پا فراتر از این موارد گذاشته می‌شود و این سطح قبل از سطوح دیگر در مواردی اجرا می‌شود. در پیشگیری مقدماتی هدف آن است که از عملکرد عوامل خطر زا برای افراد جامعه جلوگیری شود. به این معنا که سطحی از پیشگیری عملی شود که نیاز به دیگر سطوح را کاهش دهد.

## پیشگیری دارویی
پیشگیری دارویی* یا پروفیلاکسی (به انگلیسی: prophylaxis) به معنی مصرف دارو برای جلوگیری از بیماری می‌باشد. پروفیلاکسی اصولاً وقتی صورت می‌گیرد که احتمال قابل توجه انتقال بیماری به فرد سالم وجود دارد.
مانند تجویز مفلوکین به افرادی که به مناطق بومی به ویژه مناطق آلوده پلاسمودیوم فالسیپاروم مقاوم، مسافرت می‌کنند.
یا پروفیلاکسی از ایدز در فردی که با سرنگ آلوده تماس داشته‌است.
همین‌طور تجویز آنتی‌بیوتیک در افراد مبتلا به مشکلات دریچه ای قلب هنگام اعمال دندانپزشکی جهت اجتناب از آندوکاردیت عفونی.
مثال دیگر، تجویز کرومولین سدیم یا ندوکرومیل سدیم -به ویژه در فصل پاییز- در پروفیلاکسی رینیت آلرژیک است.

## مثال سطوح پیشگیری
برای مثال اگر مسئلهٔ مربوط به سلامت افراد جامعه کمبود ید باشد و بیماری حاصل از آن گواتر سطوح پیشگیری به شرح زیر خواهد بود:
سطح اولیه: مصرف غذاهای دارای ید کافی برای بدن که شامل غذاهای دریایی می‌شود یا در صورت عدم دسترسی مادی یا جغرافیایی به غذاهای دریایی، مکمل‌های ید دار توسط مراکز بهداشتی عرضه می‌شود.

سطح دومین: به دلیل عدم توزیع مکمل‌های ید دار و عدم دسترسی افراد به ید بیماری گواتر در جامعه ای افزایش میزان شیوع داشته‌است؛ و درمان آن توسط پزشکان یا شبکه‌های بهداشت در مراحل اولیهٔ بیماری جهت جلوگیری از وخامت بیماری توسط مکمل‌های ید دار یا داروهای کنترل کنندهٔ فعالیت غدهٔ تیروئید انجام می‌شود.

سطح سومین: به دلیل دسترسی افراد جامعه به پزشکان یا عدم درمان و پیشگیری اولیهٔ صحیح از ابتلا به این بیماری وضع بیماری وخیم شده‌است و جهت جلوگیری از عوارض جبران ناپذیر ویا مرگ اقدام تخصصی پزشکان متخصص انجام می‌شود.
سطح مقدماتی پیشگیری: به نمک طعام مردم، ید افزوده شود.

به عنوان مثال دیگر اگر مسئلهٔ مربوط به سلامت افراد جامعه سانحه رانندگی منجر به شکستگی‌ها یا قطع عضو باشد سطوح پیشگیری به شرح زیر خواهد بود:
سطح اولیه: رعایت قوانین راهنمایی و رانندگی و داشتن توجه کافی یه اتفاقات و داشتن سرعت مطمئنه جهت داشتن عکس‌العمل مناسب در مواقع نیاز و برای جلوگیری از عدم رعایت موارد فوق حضور پلیس راهنمایی و رانندگی در مناطق با ریسک وقوع حادثهٔ بالاتر.

سطح دومین: به دلیل عدم توجه رانندگان به موارد پیشگیری اولیه پلیس افراد خاطی را جریمه کند یا در صورت بروز حادثه افرادی دچار شکستگی‌ها و آسیب‌های شدیدی شده‌اند. در این سطح پیشگیری به درمان شکستگی و جلوگیری از بروز مواردی چون آمبولی می‌باشد.

سطح سومین: در این سطح از پیشگیری به بازتوانی و توانبخشی افراد حادثه دیده و همچنین تلاش برای جلوگیری قطع عضو پرداخته می‌شود؛ که از بازماندن جای جراحات جلوگیری شود ویا فرد بتواند مجدد توان حرکتی خود را بازیابد و تلاش بر آن است که فرد حد امکان عضو آسیب دیده را حفظ کند.
پیشگیری مقدماتی: نهادینه کردن رعایت قوانین در کودکان ویا ساخت وسایل نقلیه ای که در صورت نبستن کمربند ایمنی روشن نشوند و بیشتر از سرعت مجاز در مسیرها حرکت نکنند.

## مزایای پیشگیری
مزایای اقتصادی

 برای هر گروه تولدی که برنامه واکسیناسیون معمول دوران کودکی را دریافت می‌کند، هزینه‌های مراقبت‌های بهداشتی مستقیم ۹٫۹ میلیارد دلار کاهش می‌یابد و جامعه ۳۳٫۴ میلیارد دلار در هزینه‌های غیرمستقیم صرفه جویی می‌کند.

افزایش کیفیت زندگی

 بیماری‌های مزمن مانند بیماری قلبی، سکته مغزی، دیابت، چاقی و سرطان به شایع‌ترین و پرهزینه‌ترین مشکلات سلامتی تبدیل شده‌اند. بیماری‌های مزمن توسط عوامل خطری ایجاد می‌شوند که تا حد زیادی قابل پیشگیری هستند. تقریباً نیمی از آنها به رفتارهای قابل پیشگیری از جمله سیگار و تنباکو، رژیم غذایی نامناسب، عدم تحرک بدنی و مصرف الکل نسبت داده می‌شوند.

افزایش امید به زندگی

واکسیناسیون کودکان، ترک سیگار، استفاده پیشگیرانه روزانه از آسپرین، و غربالگری سرطان سینه و کولورکتال بیشترین پتانسیل را برای جلوگیری از مرگ زودرس دارد.

افزایش سلامت جامعه

با آگاهی رسانی در مورد مواد مخدر و مراقبت‌های پیشگیرانه جنسی، انتخاب‌های سبک زندگی مثبت هم برای فرد طول زندگی و هم برای جامعه سلامتی را به همراه می‌آورد.

## چالش‌ها در پیشگیری
نابرابری‌های بهداشتی و موانع دسترسی به مراقبت

کمبود درآمد و آموزش، موانع زبانی، تحصیلات فرد، ناآگاهی افراد برای انجام پیشگیری تا زمانی که بیماری آنها به حالت‌های مزمن و جدی نرسد و فقدان بیمه درمانی از عوامل مهم در عدم دریافت مراقبت‌های پیشگیرانه است.
فقدان در دسترس بودن خدمات بهداشتی و ارائه دهندگان مراقبت‌های بهداشتی در منطقه، فاصله فیزیکی زیاد بین خانه و امکانات خدمات بهداشتی، هزینه‌های حمل و نقل بالا، هزینه‌های بالای درمان، و هنجارهای اجتماعی و انگ نسبت به دسترسی به خدمات بهداشتی خاص نیز از سایر علل است

زمان

حدود ۶ تا ۸ ساعت در روز کاری برای یک پزشک مورد نیاز است تا به‌طور کامل توصیه‌های مراقبت‌های پیشگیرانه گروه ویژه خدمات پیشگیرانه ایالات متحده را برای بیماران خود برآورده کند. رشد مداوم در تقاضاهای رقابتی در مدیریت نیازهای حاد، مزمن و پیشگیرانه و جمعیت سالخورده با افزایش بیماری‌های همراه، ارائه خدمات پیشگیرانه توصیه شده بدون حمایت، را برای پزشک تقریباً غیرممکن می‌کند.

مسائل اخلاقی و قانونی